# الأميرة أليس من بارما
الأميرة أليس من بارما (بالإنجليزية: Princess Alice of Parma)‏‏ (27 ديسمبر 1849 في بارما - 16 نوفمبر 1935 ) أرستقراطية من مملكة إيطاليا.‏ والدها هو تشارلز الثالث ‏.